# Professional'nyj Futbol'nyj Klub Central'nyj Sportivnyj Klub Armii 1995
Questa voce raccoglie le informazioni riguardanti il Professional'nyj Futbol'nyj Klub CSKA nelle competizioni ufficiali della stagione 1995.

## Rosa
| N. |                        | Ruolo | Calciatore         |
| -- | ---------------------- | ----- | ------------------ |
|    | Russia (bandiera)      | P     | Andrej Novosadov   |
|    | Russia (bandiera)      | P     | Evgènij Plótnikov  |
|    | Russia (bandiera)      | D     | Evgenij Bušmanov   |
|    | Ucraina (bandiera)     | D     | Sergej Mamčur      |
|    | Russia (bandiera)      | D     | Valerij Min'ko     |
|    | Russia (bandiera)      | D     | Aleksej Guščin     |
|    | Russia (bandiera)      | D     | Dmitrij Širšakov   |
|    | Russia (bandiera)      | D     | Dmítrij Gradilénko |
|    | Russia (bandiera)      | D     | Valérij Glušakóv   |
|    | Azerbaigian (bandiera) | D     | Deni Qaysumov      |
|    | Russia (bandiera)      | C     | Sergej Semak       |

| N. |                        | Ruolo | Calciatore        |
| -- | ---------------------- | ----- | ----------------- |
|    | Russia (bandiera)      | C     | Dmitrij Chochlov  |
|    | Russia (bandiera)      | C     | Denis Maškarin    |
|    | Russia (bandiera)      | C     | Vladislav Radimov |
|    | Bielorussia (bandiera) | C     | Jurij Antonovič   |
|    | Russia (bandiera)      | C     | Dmitrij Karsakov  |
|    | Russia (bandiera)      | C     | Dmítrij Ul'jánov  |
|    | Russia (bandiera)      | C     | Dmitrij Šukov     |
|    | Armenia (bandiera)     | C     | Tigrán Petrosjánc |
|    | Russia (bandiera)      | A     | Alekséj Gerásimov |
|    | Russia (bandiera)      | A     | Vladimir Lebed'   |

## Risultati

### Vysšaja Liga

#### Girone di andata
| Arbitro: | Lom-Ali Ibragimov |

|             |           |                                    |
| Dyšékov 59’ | Marcatori | 8’ Radimov 44’ Chochlov 62’ Lebed' |

| Arbitro: | V. Filippov |

|                            |           |               |
| Karsakov 71’ Gerásimov 82’ | Marcatori | 40’ Čumačenko |

| Arbitro: | I. Siner |

|                                                 |           |  |
| Fajzulin 42’ Lebed' 64’, 75’ (rig.), 77’ (rig.) | Marcatori |  |

### Kubok Rossii
| Arbitro: | Aleksandr Lapin |

|                    |           |                              |
| Bulatov 25’ (rig.) | Marcatori | 65’ Bušmanov 114’ Gradilénko |

| Arbitro: | Nikolaj Levnikov |

|                             |           |  |
| Semak 18’, 90’ Karsakov 81’ | Marcatori |  |

La partita dei quarti di finale si è svolta nel 1996.

## Statistiche

### Statistiche di squadra
Dati aggiornati il 4 novembre 1995.
| Competizione    | Punti | In casa | In casa | In casa | In casa | In casa | In casa | In trasferta | In trasferta | In trasferta | In trasferta | In trasferta | In trasferta | Totale | Totale | Totale | Totale | Totale | Totale | DR  |
| Competizione    | Punti | G       | V       | N       | P       | Gf      | Gs      | G            | V            | N            | P            | Gf           | Gs           | G      | V      | N      | P      | Gf     | Gs     | DR  |
| --------------- | ----- | ------- | ------- | ------- | ------- | ------- | ------- | ------------ | ------------ | ------------ | ------------ | ------------ | ------------ | ------ | ------ | ------ | ------ | ------ | ------ | --- |
| Vysšaja Liga    | 53    | 15      | 8       | 2       | 5       | 35      | 19      | 15           | 8            | 3            | 4            | 21           | 15           | 30     | 16     | 5      | 9      | 56     | 34     | +22 |
| Coppa di Russia | -     | 1       | 1       | 0       | 0       | 3       | 0       | 2            | 1            | 0            | 1            | 3            | 2            | 3      | 2      | 0      | 1      | 6      | 2      | +4  |
| Totale          | 53    | 16      | 9       | 2       | 5       | 38      | 19      | 17           | 9            | 3            | 5            | 24           | 17           | 33     | 18     | 5      | 10     | 62     | 36     | +26 |

### Andamento in campionato
Dati aggiornati il 26 ottobre 1995.
| Giornata  | 1 | 2 | 3 | 4 | 5 | 6 | 7 | 8 | 9 | 10 | 11 | 12 | 13 | 14 | 15 | 16 | 17 | 18 | 19 | 20 | 21 | 22 | 23 | 24 | 25 | 26 | 27 | 28 | 29 | 30 |
| --------- | - | - | - | - | - | - | - | - | - | -- | -- | -- | -- | -- | -- | -- | -- | -- | -- | -- | -- | -- | -- | -- | -- | -- | -- | -- | -- | -- |
| Luogo     | T | C | C | T | C | T | C | C | T | C  | T  | C  | T  | C  | T  | C  | T  | C  | T  | C  | T  | C  | T  | T  | C  | T  | T  | C  | C  | T  |
| Risultato | V | V | V | P | N | P | N | P | P | V  | N  | P  | P  | V  | V  | V  | V  | V  | V  | V  | V  | P  | N  | V  | V  | N  | V  | P  | P  | V  |
| Posizione | 2 | 1 | 3 | 2 | 5 | 5 | 5 | 6 | 9 | 8  | 8  | 9  | 10 | 9  | 7  | 7  | 7  | 6  | 6  | 5  | 5  | 5  | 5  | 5  | 5  | 5  | 5  | 6  | 6  | 6  |

Legenda:

Luogo: C = Casa; T = Trasferta. Risultato: V = Vittoria; N = Pareggio; P = Sconfitta.